# Никитюк Наталія Григорівна
Наталія Григорівна Никитюк (30 травня 1977, м. Луцьк) — бандуристка, учасниця тріо бандуристок «Дивоструни» (альт), член Національної Спілки Кобзарів України, Волинська обл.

## Життєпис
У складі тріо (художній керівник Мирослава Сточанська) виступає з 1999. Лауреат І премії в Обл. кобзарському конкурсі (м. Луцьк, 2000), Гран-прі у конкурсі І міжнародного музичного фестивалю «Срібні струни» (м. Тернопіль, 2000), дипломант II міжнародного конкурсу ім. Г.Хоткевича (м. Харків, 2001). Лауреат (ІІ премія) XII міжнародного гуцульського фестивалю (м. Косів. 2002), Лауреат II премія на II Всеукраїнському музичному фестивалі «Просвіти» (м. Київ, 2003). Виступала в складі тріо на музичному фестивалі «Добрий день, Свйонткі» (м. Ольштин, Польща, 2004), учасник гастрольних виступів тріо в Німеччині (округ Ліппе, 2005) та Польщі (м. Холм, 2005).
Тріо «Дивоструни» має низку записів на Волинському радіо, телебаченні, запис компакт-дисків «Радуйся, земле, Син Божий народився!»(2005) та «Земле, моя земле, Я люблю тебе!» (2005). Репертуар тріо складається переважно з творів укр. композиторів-класиків, сучасних композиторів, Мають власні обробки українських народних пісень.